# Биохане
Биохане (на сръбски: Биохане) е село в Сърбия, разположено в община Тутин, Рашки окръг. Намира се на 980 метра надморска височина. Населението му според преброяването през 2011 г. е 71 души. При преброяването на населението през 2002 г. има 98 жители, от тях 95 (96,93 %) бошняци и 3 (3,06 %) неизвестни.

## Население
Численост на населението според преброяванията през годините:
- 1948 – 171 души
- 1953 – 203 души
- 1961 – 218 души
- 1971 – 193 души
- 1981 – 202 души
- 1991 – 158 души
- 2002 – 98 души
- 2011 – 71 души